# Наровља
Наровља (блр. Нароўля; рус. Наровля) је град на југу Белорусије, и административни је центар Наровљанског рејона Гомељске области. 
Након нуклеарне хаварије у Чернобиљу 1986. велики број становника је због повишене радијације евакуисан из града. 
Према попису из 2009. у граду је живело 8.110 становника.

## Географија
Град лежи на десној обали реке Припјат, на око 178 км југозападно од административног центра области Гомеља и око 340 км југозападно од главног града земље Минска. Град је магистралним друмом повезан са Мозиром на северу и Јељском на западу.

## Демографија
Према подацима пописа из 2009. године у граду је живело 8.026 становника.